# Th.G. van Lidth de Jeude

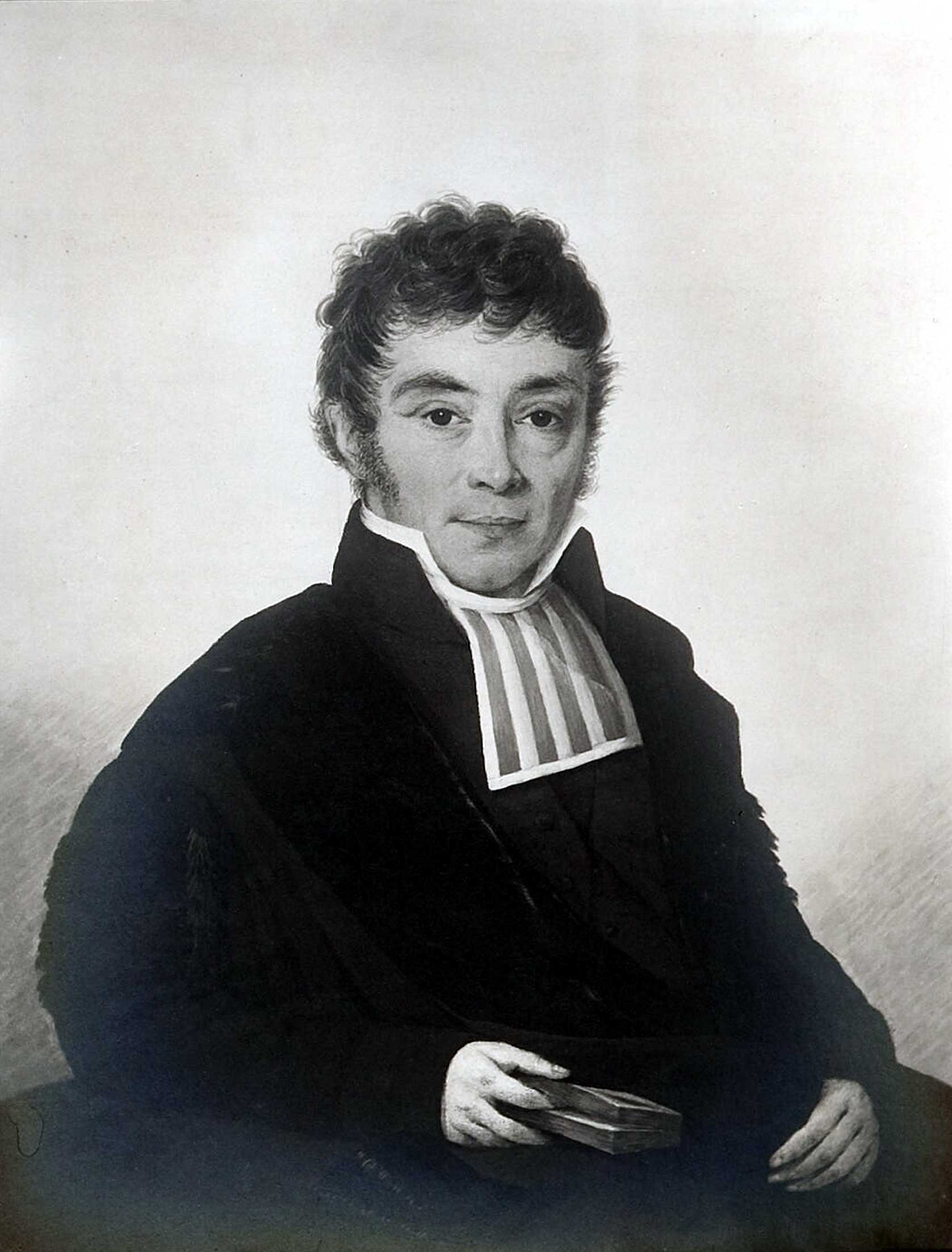
T.G. van Lidth de Jeude

Theodoor Gerard van Lidth de Jeude (8 juli 1788, Tiel - 23 december 1863, Utrecht) was een Nederlandse zoöloog, schooldirecteur en onder meer eigenaar van een park en museum.

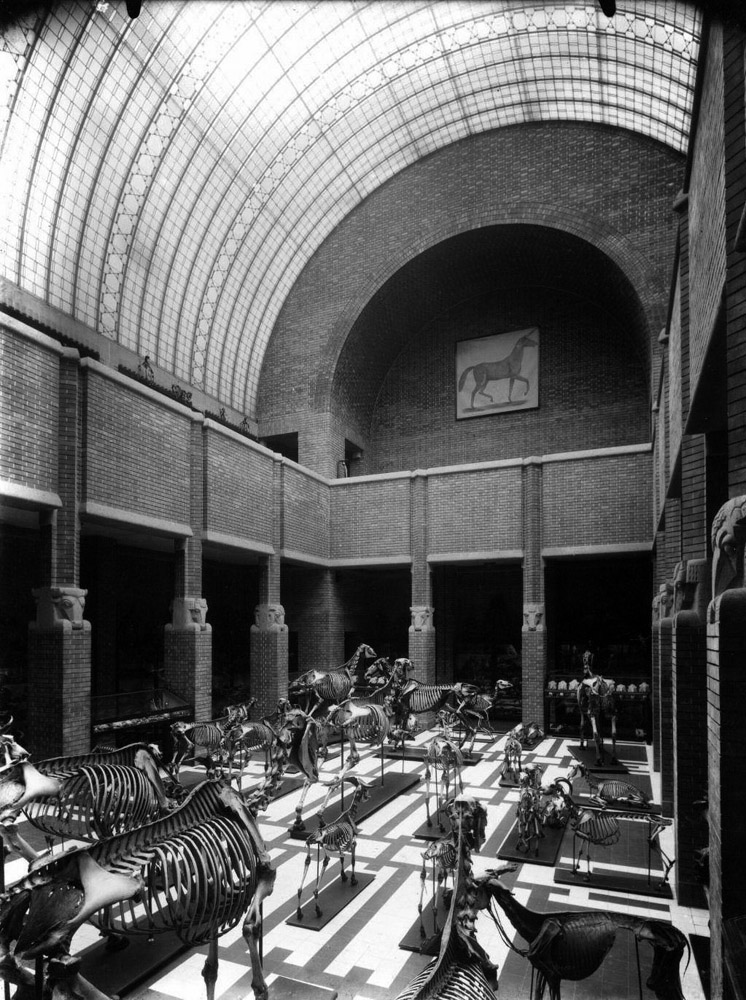
Het Anatomisch Instituut van de Rijks Veeartsenijschool rond 1920. Hierin bevond zich de collectie dierskeletten van Van Lidth de Jeude.

Te Utrecht was Th.G. van Lidth de Jeude, lid van de familie Van Lidth de Jeude, tussen 1821 en 1826 directeur van de pas opgerichte Rijks Veeartsenijschool, de eerste onderwijsinstelling waar diergeneeskunde in Nederland werd onderwezen. Hij was tevens aan die school verbonden als docent. Voor de Utrechtse universiteit was hij onder meer rector magnificus van 1833 tot 1834. Naast zijn woning aan het park Tivoli had hij het Zoölogisch Kabinet en de zoölogische sociëteit Naturae et Artibus. In 1842 kocht hij het park aan waarna hij een menagerie erin begon. In 1854 is het park inclusief gebouwen naar de veiling gebracht. Th.G. van Lidth de Jeude heeft meerdere werken geschreven met betrekking tot de dier(genees)kunde.
Waar zijn voormalige sociëteit stond is de Van Lidth de Jeudestraat naar hem vernoemd. Ook is er als eerbetoon een gaaiensoort naar hem vernoemd, de Lidths gaai.